# Cheikh Lô
Cheikh Lô (Bobo Dioulasso, Burkina Faso, 1959) és un cantant establert al Senegal. Va començar a tocar inicialment música pop cubana i congolesa, i alhora música tradicional burkinabesa amb l'Orchestre Volta Jazz abans d'endinsar-se a l'univers del mbalakh quan s'instal·là al Senegal el 1978. La seva música és una barreja de mbalakh amb reggae i algunes influències sukus.

## Discografia
- Ne La Thiass (1996)
- Bambay Gueej (1999)
- Lamp Fall (2005)
- Jamm (2010)